# Sovchoz
Sovchoz (rusky совхоз, zkratkové slovo z советское хозяйство – sovětskoje chozjajstvo / sovětské hospodářství) byl státem vlastněný zemědělský podnik v bývalém SSSR. 
Obdobou sovchozů v období centrálně řízené ekonomiky v Československu byly státní statky, v NDR se po vzoru sovchozů zakládaly Volkseigenes Gut, v Polsku pak Państwowe gospodarstwo rolne.
Po pozemkové reformě a násilné kolektivizaci ve 20. a 30. letech v SSSR se základní zemědělskou jednotkou stal sovchoz a kolchoz (kolektivní zemědělské družstvo). Sovchoz obvykle vznikl konfiskací větších statků a půdy. Kolchoz naopak vznikl spíše spojením několika menších zemědělských usedlostí dohromady a zemědělci byli nuceni vstoupit do jednoho z nich.
V roce 1990 celkem 45 % zemědělských podniků tvořily sovchozy, které se nacházely převážně v asijské části SSSR. Průměrná rozloha sovchozu činila 153 km2.